# Barrón (Álava)
Barrón (en euskera Barron o Barboa) es un concejo del municipio de Ribera Alta, en la provincia de Álava, País Vasco (España).

## Localización
Situado en la parte occidental de la provincia de Álava, 30 km al oeste de Vitoria y 24 km al norte de Miranda de Ebro, se llega a Barrón a través de la carretera comarcal que une Pobes con Valdegovía.

## Historia
Hacia mediados del siglo XIX, el lugar, por entonces perteneciente a Lacozmonte, tenía contabilizada una población de 44 habitantes. Aparece descrito en el cuarto volumen del Diccionario geográfico-estadístico-histórico de España y sus posesiones de Ultramar de Pascual Madoz con las siguientes palabras:

BARRON: l. en la prov. de Alava (5 leg. á Vitoria), dióc. de Calahorra, ayunt. de Lacozmonte (V.): sit. en la ladera de un monte encinal: que es parte de la sierra llamada Arcamo, con libre ventilacion y clima saludable. Tiene 12 casas, una parr. (San Estéban), servida por un cura beneficiado, y una ermita propiedad del pueblo. Confina el térm. N. Villamanca (ayunt. de Cuartango), E. Atiega, S. Salinas de Añana y O. Guinea, de cuyos lim. dist. 1/8 de leg. poco mas ó menos: el terreno muy peñascoso y escaso de aguas; abunda en encinas y tiene poca yerba de pasto, con algunas porciones destinadas á cultivo; pero no faltan raposos, garduños, hurones, al cual lobo, y caza de volateria; pobl.: 11 vec., 44 alm.; riqueza y contr. (V. Alava, intendencia.)
(Madoz, 1846, p. 60)

En la actualidad, pertenece al municipio de Ribera Alta.

## Demografía
En 2023, la entidad singular de población tenía empadronados dieciocho habitantes y el núcleo de población, los mismos.
| Gráfica de evolución demográfica de Barrón entre 2000 y 2017 |
|                                                              |
| Población de derecho según los censos de población del INE.  |

## Geografía
Barrón está situado a 674 metros de altitud en la ladera de un monte que se desprende de la sierra de Arcamo, desde la que se domina un amplio panorama con bosques de carrascas y pinares, campos de cereales y patatas.

## Patrimonio artístico
En Barrón destaca la casa-torre de los Barrón y Mendoza, una construcción gótica perteneciente a los siglos XIV y XV. También conservan la denominada Lobera de Barrón, que es una estructura de paredes convergentes que confluyen en un profundo foso y que era utilizada para cazar lobos en el pasado.

## Personas destacadas
Es la localidad natal de Juan de Lezcano (1866-1899), religioso agustino, estudioso de la lengua árabe y considerado como uno de los primeros orientalistas españoles.